# Oxalis rutenbergii
Oxalis rutenbergii är en harsyreväxtart som beskrevs av Karl August Otto Hoffmann. Oxalis rutenbergii ingår i släktet oxalisar, och familjen harsyreväxter. Inga underarter finns listade i Catalogue of Life.